# Cordulegaster erronea
Cordulegaster erronea is een echte libel uit de familie van de bronlibellen (Cordulegastridae).
De wetenschappelijke naam van de soort werd in 1878 gepubliceerd door Edmond de Selys Longchamps.